# Demain nous appartient
Production
Diffusion
Chronologie
Ici tout commence
Demain nous appartient (DNA) est un feuilleton télévisé français produit par Telfrance et Telsete et créé par Frédéric Chansel, Laure de Colbert, Nicolas Durand-Zouky, Éline La Fur, Fabienne Lesieur et Jean-Marc Taba. Il est diffusé quotidiennement du lundi au vendredi depuis le 17 juillet 2017 en France sur TF1. Depuis le 24 février 2019, des rediffusions sont également proposées la nuit sur TF1 Séries Films. Il est également diffusé en Belgique (sur La Une) ainsi qu'en Suisse romande sur RTS Un, et au Québec sur TV5. En Italie, le feuilleton est diffusé quotidiennement du 26 février 2018 au 30 août 2018  (sous le titre Tomorrow is ours: Il domani è nostro sur Fox Life).
Le 1er août 2025, Demain nous appartient atteint la barre du 2000e épisode, il s'agit du deuxième feuilleton français à passer ce cap après Plus belle la vie.

## Synopsis
L'histoire tourne autour des habitants de la ville de Sète, au bord de la mer Méditerranée et de l'étang de Thau. Leur vie est rythmée par les rivalités familiales, romances et scènes de la vie quotidienne, mais aussi par des intrigues mêlant enquêtes policières, secrets et trahisons.

## Distribution

### Acteurs principaux

#### dans l’ordre d’apparition au générique
| Acteurs            | Personnages          | Présence par saison | Présence par saison | Présence par saison | Présence par saison | Présence par saison | Présence par saison | Présence par saison | Présence par saison |
| Acteurs            | Personnages          | 1                   | 2                   | 3                   | 4                   | 5                   | 6                   | 7                   | 8                   |
| ------------------ | -------------------- | ------------------- | ------------------- | ------------------- | ------------------- | ------------------- | ------------------- | ------------------- | ------------------- |
| Ingrid Chauvin     | Chloé Delcourt       | Principale          | Principale          | Principale          | Principale          | Principale          | Principale          | Principale          | Principale          |
| Mayel Elhajaoui    | Georges Caron        | Récurrent           | Récurrent           | Récurrent           | Principal           | Récurrent           | Récurrent           | Récurrent           | Principal           |
| Franck Monsigny    | Martin Constant      | Récurrent           | Récurrent           | Récurrent           | Principal           | Récurrent           | Principal           | Principal           | Principal           |
| Julie Debazac      | Aurore Jacob         |                     | Principale          | Principale          | Principale          | Principale          | Principale          | Principale          | Principale          |
| Samy Gharbi        | Karim Saeed          | Récurrent           | Principal           | Principal           | Principal           | Principal           | Principal           | Principal           | Principal           |
| Xavier Deluc       | Sébastien Perraud    |                     |                     |                     |                     | Principal           | Principal           | Principal           | Principal           |
| Camille Genau      | Sara Raynaud         | Récurrente          | Récurrente          | Récurrente          | Récurrente          | Récurrente          | Récurrente          | Récurrente          | Principale          |
| Stany Coppet       | Aaron Leclercq       |                     |                     |                     |                     |                     | Récurrent           | Principal           | Principal           |
| Luce Mouchel       | Marianne Delcourt    | Récurrente          | Récurrente          | Récurrente          | Principale          | Récurrente          | Récurrente          | Principale          | Principale          |
| Charlie Nune       | Soizic Vernet        |                     |                     |                     |                     |                     | Principale          | Principale          | Principale          |
| Maxime Lélue       | Jordan Roussel       |                     |                     |                     |                     | Principal           | Principal           | Principal           | Principal           |
| Salomé Bénitha     | Violette Raynaud     |                     |                     |                     |                     |                     | Invitée             | Principale          | Principale          |
| Emmanuel Moire     | François Lehaut      |                     |                     |                     |                     | Principal           | Principal           | Principal           | Principal           |
| Sasha Birdy        | Rayane Saeed         |                     |                     |                     |                     |                     | Récurrent           | Principal           | Principal           |
| Dimitri Fouque     | Jack Dumas-Roussel   |                     |                     |                     |                     | Récurrent           | Récurrent           | Principal           | Principal           |
| Juliette Mabilat   | Lizzie Dumas-Roussel |                     |                     |                     |                     | Principale          | Principale          | Principale          | Principale          |
| Enzo Rose          | Diego Lutti          |                     |                     |                     |                     |                     | Récurrent           | Principal           | Principal           |
| Jennifer Lauret    | Raphaëlle Perraud    |                     |                     |                     |                     | Principale          | Principale          | Principale          | Principale          |
| Solène Hébert      | Victoire Lazzari     | Récurrente          | Principale          | Principale          | Principale          | Principale          | Principale          | Principale          | Principale          |
| Charlotte Gaccio   | Audrey Roussel       |                     |                     |                     |                     | Principale          | Principale          | Principale          | Principale          |
| Alexandre Brasseur | Alex Bertrand        | Principal           | Principal           | Principal           | Principal           | Principal           | Principal           | Principal           | Principal           |

## Production

### Développement
Pour booster la soirée, TF1 a décidé d'essayer une formule jusqu'ici inédite : la fiction quotidienne d'avant-soirée. Lancée en été, elle répond à une demande du public, selon Marie Guillaumond, directrice artistique de la fiction française de TF1 et de MYTF1 . Au lancement de la série, 130 épisodes de 26 minutes sont prévus.
Le 17 novembre 2017, TF1 annonce la commande de 60 épisodes supplémentaires à la société de production Newen. Le rendez-vous des téléspectateurs se poursuivra au moins jusqu'en mars 2018.
Le 11 janvier 2018, TF1 annonce la commande de 260 épisodes pour une durée jusqu'en février 2019.
Le 27 août 2018, lors de la conférence de presse de rentrée de TF1, Anne Viau, patronne de l'unité fiction de la chaîne annonce qu'un prime-time serait actuellement en « cours de développement », en récompense des bonnes audiences de la série et que la série serait assurée de diffusion au moins jusqu’à la fin de la saison 2018/2019.
Le 25 octobre 2022, TF1 annonce la déprogrammation de la série pendant la Coupe du monde de football 2022  étant donné que la plupart des matchs se tiendront à 20h00 (heure française), les JT de 20H devraient être avancés à 19h15, case habituellement occupée par la série. Le feuilleton quotidien fera son retour le lundi 19 décembre à 19h10,.

### Tournage
La production Telsète et l’équipe de tournage débutent la réalisation le 29 mai 2017. L’ensemble de la série est tourné depuis juin 2017 à Sète dans l'Hérault, dans une ancienne usine de l'entreprise viticole Chai Skalli, pour l'occasion partiellement transformée par Telfrance en un studio de 1 600 m2,.
La maison des Delcourt est, quant à elle, située dans la zone industrielle Les Eaux Blanches.
Environ 200 techniciens travaillent sur le tournage en trois équipes, dont une en studio et deux en extérieur. Les scènes tournées en extérieur constituent 50 à 60 % des images tournées.
Durant le printemps 2018, des scènes ont été tournées dans la ville de Mèze.
En raison de l'interdiction des rassemblements de plus de 100 personnes due à la pandémie du Coronavirus SARS-CoV-2, le tournage est suspendu à partir du 16 mars 2020 pour une durée minimale de 14 jours.
Le 13 mai 2020, il est annoncé que le tournage reprend le 18 mai 2020 et la diffusion des inédits à la télévision reprendra le 15 juin 2020.

### Attribution des rôles
Contrairement à la politique de France 3 pour Plus belle la vie, TF1 a misé sur des acteurs déjà connus des téléspectateurs. Au casting figurent donc en tête d'affiche Ingrid Chauvin, connue pour Femmes de loi ou la saga de l'été Dolmen, la chanteuse Lorie, Alexandre Brasseur, également habitué du petit écran ou encore Charlotte Valandrey remarquée dans Les Cordier, juge et flic. Viendront s'ajouter au casting des acteurs récurrents Linda Hardy, ex-Miss France ayant joué dans de nombreuses séries et de nombreux téléfilms, Vanessa Demouy connue pour son rôle dans Classe mannequin, Catherine Allégret connue pour son rôle dans Navarro, Julie Debazac, Kamel Belghazi, connu pour ses rôles récurrents dans les séries Section de recherches et Une famille formidable, Véronique Jannot, connue pour son rôle de Joëlle Mazart dans la série Pause café, Frédéric Diefenthal, Catherine Benguigui, connue pour son rôle dans H, Jennifer Lauret, connue pour ses rôles dans les séries Julie Lescaut, Une famille formidable et Camping Paradis, le chanteur Emmanuel Moire, Xavier Deluc connu pour son rôle dans Section de recherches, Dounia Coesens connue pour son rôle dans la série Plus belle la vie et Laurent Gamelon connu pour ses rôles dans les séries Diane, femme flic, Clem.
D'autres acteurs et actrices connus, présents le temps de quelques épisodes, se succèdent également : sont apparus, entre autres, Lennikim, Mimie Mathy, Frédérique Bel, Bruno Madinier, Joyce Jonathan, Bernard Ménez, Claire Nebout, Jean Dell, Catherine Jacob, Francis Perrin, Victoria Abril, Laetitia Milot, Jean-Baptiste Maunier, etc.

### Fiche technique
Sauf indication contraire, les informations mentionnées dans cette section peuvent être confirmées par les bases de données cinématographiques IMDb et Allociné,  présentes dans la section « Liens externes ».
- Titre original : Demain nous appartient
- Titre international : Tomorrow is ours[17]
- Création : Frédéric Chansel, Laure de Colbert, Nicolas Durand-Zouky, Éline Le Fur, Fabienne Lesieur et Jean-Marc Taba
- Réalisation : Benoît d'Aubert, Pierre Leix-Cote et Denis Thybaud
- Scénario : Aurélie Belko, Frédéric Chansel, Laure De Colbert, Nicolas Durand-Zouky, Eline Le Fur, Marine Flores-Ruimi, Claire Kanny, Sylvie Rivière, Marie Du Roy, Carine Hazan, Marie Vinoy, Julie Albertine Simonney, Anaïse Wittmann, Marc Kressmann, Anne-Élisabeth Le Gal, Fabienne Lesieur, Nicolas Chrétien, Monica Rattazzi et Jean-Marc Taba
- Décors : Marc Thiébault et Dominique Jonny
- Costumes : Sandrine Weill puis Tamara Faniot et Marie Maurin, puis Josephine Gracia, puis Catherine Launay, Eglantine sabot, Wanda Wellard, Corinne Calandre.
- Photographie : Thierry Deschamp, Dominique Delapierre et Fabrice Moindrot
- Montage : Benjamin Minet (Depuis 2017), Patrick Zouzout (2017), Jean-Philippe Vallespir (2017), Yannick Grassi (2018)[18]
- Musique : Emilie Gassin, Matthieu Gonet et Ben Violet
- Thème du générique : Nos lendemains, interprété, composé et écrit par Vianney (2021-)
- Ancien thème du générique : Demain, interprétée par Lou Jean et composée par Fabien Nataf et Benjamin Dherbecourt et écrit par Joyce Jonathan (2017-2021)
- Casting : Léa Coquin, Bénédicte Guiho et Corinne Tanguy
- Production : Guillaume de Menthon et Florence Levard
- Direction de Production : Stéphane Caput
- Sociétés de production : Telsète, en coproduction avec TF1 Productions
- Sociétés de distribution : TF1 Distribution (France), RTBF (Belgique), RTS (Suisse), Fox Life (Italie)
- Budget : 138 000 euros par épisode[2]
  - En raison de la pandémie de Covid-19, le coût de production de la série augmenterait de 5 à 10 % (incluant les mesures sanitaires, ainsi que la réécriture de certains épisodes), avec approximativement 6 000 euros la minute, soit 156 000 euros l’épisode[19].
- Pays d’origine :  France
- Langue originale : français
- Format : couleur
- Genre : drame, suspense, action, soap opera
- Durée : 26 minutes
- Public : Tout public. Rarement, certains épisodes sont tout de même déconseillés aux moins de 10 ans (selon la réglementation de l'ARCOM) en raison de scènes de violence.
- Publicité : Depuis le 25 novembre 2019, sur TF1, une publicité de 60 secondes maximum seulement intervient durant chaque épisode[20]

### Diffusions internationales
Depuis son lancement le 17 juillet 2017 sur TF1, Demain nous appartient s’est exporté dans divers pays : la Belgique, la Suisse romande, l’Italie et le Québec.
| Pays           | Titre                                | Chaîne              | Début            | Fin          | Statut   |
| -------------- | ------------------------------------ | ------------------- | ---------------- | ------------ | -------- |
| France         | Demain nous appartient               | TF1                 | 17 juillet 2017  | en cours     | En cours |
| Belgique       | Demain nous appartient               | La Une              | 17 juillet 2017  | en cours     | En cours |
| Suisse Romande | Demain nous appartient               | RTS Un              | 17 juillet 2017  | en cours     | En cours |
| Italie         | Tomorrow is ours: Il domani è nostro | Fox Life            | 26 février 2018  | 30 août 2018 | Arrêté   |
| Québec         | Demain nous appartient               | Séries+             | 27 août 2018     | février 2019 | Arrêté   |
| Québec         | ’’Demain nous appartient’’           | TV5                 | 2 septembre 2020 |              | En cours |
| États-Unis     | Tomorrow Is Ours                     | France Channel (en) | août 2021        | en cours     | En cours |

### Subventions
En février 2019, dans le cadre du projet de la région Occitanie pour soutenir les acteurs du secteur du cinéma et de l’audiovisuel la série se voit attribuer une subvention par la région à hauteur de 255 000€,.

## Épisodes

### Diffusion
- Une première saison composée de 246 épisodes est diffusée pour la première fois à partir du 17 juillet 2017 puis s'est achevée à l'épisode 246 le 13 juillet 2018[24].
- Une deuxième saison composée de 260 épisodes a débuté à partir de l'épisode 247 le 17 juillet 2018 puis s'est achevée à l'épisode 506 le 12 juillet 2019.
- Une troisième saison composée de 200 épisodes a débuté à partir de l'épisode 507 le 15 juillet 2019 puis s’est achevée à l'épisode 706 le 10 juillet 2020.
- Une quatrième saison de 285 épisodes a débuté à partir de l'épisode 707 le 13 juillet 2020[réf. nécessaire] et s'est achevée à l'épisode 991 le 13 août 2021[réf. nécessaire].
- Une cinquième saison de 270 épisodes a débuté à partir de l'épisode 992 le 16 août 2021[25] et s’est achevée à l’épisode 1 261 le 26 août 2022.
- Une sixième saison de 234 épisodes a débuté à partir de l'épisode 1 262 le 29 août 2022 et s’est achevée à l’épisode 1 495 le 18 août 2023.
- Une septième saison de 270 épisodes a débuté à partir de l'épisode 1 496 le 21 août 2023 et s’est achevée à l’épisode 1 765 le 6 septembre 2024.
- Une huitième saison débute à partir de l'épisode 1 766 le 9 septembre 2024.

### Épisodes diffusés enprime-time
Le 10 juin 2019, pour la première fois de l'histoire du feuilleton, un épisode de 52 minutes en deux parties est diffusé le soir-même à 21 h 5 sur TF1. Cet épisode est intitulé Le Piège.
Un deuxième épisode spécial est en cours de développement pour une diffusion en prime-time.

### Intrigues
La durée d'une intrigue est de 10 à 30 épisodes, généralement autour de 20. En moyenne, on[Qui ?] en dénombre entre 10 et 15 dans chaque saison[Interprétation personnelle ?].
| Saison | Saison | Épisodes | Épisodes | Intrigues | Intrigues | Prime(s) | Prime(s) | France           | France           | Suisse           | Suisse           | Belgique         | Belgique         |
| Saison | Saison | Épisodes | Épisodes | Intrigues | Intrigues | Prime(s) | Prime(s) | Début de saison  | Fin de saison    | Début de saison  | Fin de saison    | Début de saison  | Fin de saison    |
| ------ | ------ | -------- | -------- | --------- | --------- | -------- | -------- | ---------------- | ---------------- | ---------------- | ---------------- | ---------------- | ---------------- |
|        | 1      | 1 765    | 246      | 104       | 12        | 1        | 0        | 17 juillet 2017  | 13 juillet 2018  | 17 juillet 2017  | 13 juillet 2018  | 17 juillet 2017  | 12 juillet 2018  |
|        | 2      | 1 765    | 260      | 104       | 13        | 1        | 1        | 17 juillet 2018  | 12 juillet 2019  | 17 juillet 2018  | 12 juillet 2019  | 16 juillet 2018  | 11 juillet 2019  |
|        | 3      | 1 765    | 200      | 104       | 10        | 1        | 0        | 15 juillet 2019  | 10 juillet 2020  | 15 juillet 2019  | 10 juillet 2020  | 12 juillet 2019  | 9 juillet 2020   |
|        | 4      | 1 765    | 285      | 104       | 15        | 1        | 0        | 13 juillet 2020  | 13 août 2021     | 13 juillet 2020  | 13 août 2021     | 10 juillet 2020  | 12 août 2021     |
|        | 5      | 1 765    | 270      | 104       | 17        | 1        | 0        | 16 août 2021     | 29 août 2022     | 16 août 2021     | 29 août 2022     | 13 août 2021     | 26 août 2022     |
|        | 6      | 1 765    | 234      | 104       | 16        | 1        | 0        | 30 août 2022     | 18 août 2023     | 30 août 2022     | 18 août 2023     | 29 août 2022     | 17 août 2023     |
|        | 7      | 1 765    | 265      | 104       | 21        | 1        | 0        | 21 août 2023     | 6 septembre 2024 | 21 août 2023     | 6 septembre 2024 | 18 août 2023     | 5 septembre 2024 |
|        | 8      | 1 765    | ?        | 104       | ?         | 1        | ?        | 9 septembre 2024 | À venir          | 9 septembre 2024 | À venir          | 6 septembre 2024 | À venir          |

## Univers de la série

### Personnages
Véronique Genest, interprète de Julie Lescaut, était pressentie pour tenir le rôle de la femme du maire, qui devait lui succéder après sa mort. Cette idée a toutefois été abandonnée. La production lui a ensuite proposé le rôle de Marianne mère de Chloé et Anna et mamie de 3 petits-enfants mais l'idée de jouer un rôle de grand-mère ne lui plaisait pas. Dans une interview, elle a expliqué qu'elle ne regrette pas son refus car la série ne lui plaît pas.
Plusieurs personnages ont été interprétés par différents acteurs, à la suite de recasts, dû à leur jeune âge ou à travers des flashbacks.
| Chloé Delcourt            | Ingrid Chauvin           | 1 à…               | /          |
| Chloé Delcourt            | Lisa Chatrieux           | 509 et 519         | Flashbacks |
| Judith Delcourt-Bertrand  | Coline Bellin            | 1 à 120            | /          |
| Judith Delcourt-Bertrand  | Sylvie Filloux           | 130 à 459          | Recast     |
| Judith Delcourt-Bertrand  | Alice Varela             | 577 à…             | Recast     |
| Nina Saeed                | Tiana Antinori-Persegol  | 1 à 541            | Âge        |
| Nina Saeed                | Lana Fernandez           | 248 à 461          | Âge        |
| Nina Saeed                | Gina Dimaria             | 613 à 986          | Recast     |
| Arthur Lazzari-Moiret     | Jean-Baptiste Lamour     | 28 à 255           | /          |
| Arthur Lazzari-Moiret     | Théo Cosset              | 279 à 1004         | Recast     |
| Thomas Delcourt           | Cyril Garnier            | 95 à 828           | /          |
| Thomas Delcourt           | Estéban Pelegrin         | 509 et 530         | Flashbacks |
| Justine Salieri           | Zoé Dounovetz            | 97 et 99           | /          |
| Justine Salieri           | Laura Mathieu            | 288 à 891          | Recast     |
| Noé Fontaine              | Aaron Garcia             | 115 à 130          | Âge        |
| Noé Fontaine              | Liam Dufieux             | 116 à 130          | Âge        |
| Robin Bellanger           | Dominique Guillo         | 125 à 1234         | /          |
| Robin Bellanger           | Acteur inconnu           | 189 à 206          | Flashbacks |
| Gabriel Guého             | Arthur Legrand           | 392 à 706          | /          |
| Gabriel Guého             | Martin Mille             | 739 à…             | Recast     |
| César Robert              | Samuel Blanc             | 405 à 413          | Âge        |
| César Robert              | Arthur Botella           | 405 à 412          | Âge        |
| César Robert              | Augustin Nubois          | 417 à 489          | Âge        |
| César Robert              | Antoine Nubois           | 417 à 489          | Âge        |
| César Robert              | Tiago Di Maria           | 489 à 545          | Âge        |
| César Robert              | Lino Arnau               | 489 à 508          | Âge        |
| César Robert              | Léo Montessinos          | 543                | Âge        |
| Manon Daunier-Jacob       | Maïna Grézanlé           | 497 à 748          | /          |
| Manon Daunier-Jacob       | Louvia Bachelier         | 799 à…             | Recast     |
| Francis Leconte           | Fabrice de la Villehervé | 510 à 522          | /          |
| Francis Leconte           | Xavier Moreno            | 519                | Flashbacks |
| Céleste Delcourt-Bertrand | Robot                    | 745 et 746         | Âge        |
| Céleste Delcourt-Bertrand | Giulia Baque             | 748 à 938          | Âge        |
| Céleste Delcourt-Bertrand | Ayla Tosello             | 753 à 983          | Âge        |
| Céleste Delcourt-Bertrand | Dune et Mady Muller      | 925 à 988          | Âge        |
| Céleste Delcourt-Bertrand | Saskia Landi             | 1116, 1168 et 1171 | Âge        |
| Céleste Delcourt-Bertrand | Shaïly Furhmann          | 1110 et 1115       | Âge        |
| Céleste Delcourt-Bertrand | Agathe Julien            | 1106               | Âge        |
| Céleste Delcourt-Bertrand | Line Jouines             | 1388               | Âge        |
| Enora Thiemen-Raynaud     | Charlize Blanc           | 1380               | Âge        |
| Enora Thiemen-Raynaud     | Alba Maire               |                    | Âge        |
| Enora Thiemen-Raynaud     | Andréa Périé             |                    | Âge        |

### Générique d'ouverture
La série a connu deux musiques de générique :
- la chanson utilisée de l’épisode 1 à 999 est Demain ; chantée par Lou Jean (qui joue Betty Moreno), écrite par Joyce Jonathan (qui joue Emma Trevis) et composée par Fabien Nataf et Benjamin Dherbecourt ; en lien avec le nom de la série. Le générique ne change pas avec les changements de saisons comme c'est le cas dans la plupart des séries télévisées ;
- à l’occasion de la 5e saison et de la diffusion de l’épisode 1 000, la chanson du générique change. Interprétée, écrite et composée par Vianney[29],[30], celle-ci s’intitule Nos lendemains.

Dans les deux premières versions, seuls les acteurs les plus connus et importants apparaissaient au générique. La première version (épisodes 1 à 366), diffusée du 17 juillet 2017 au 28 décembre 2018 ; ne met qu’Ingrid Chauvin en avant. Les autres acteurs sont crédités ensemble et montrés brièvement séparément. La deuxième version (épisodes 367 à 476) a été diffusée du 31 décembre 2018 au 31 mai 2019. Elle est apparue à l'occasion du changement vers l'année 2019. Chaque acteur est crédité séparément, simultanément à son apparition dans le générique. À partir de la troisième version (épisodes 477 à 566), le générique change de façon récurrente pour présenter les acteurs centraux des intrigues actuelles. Elle a été diffusée du 3 juin 2019 au 4 octobre 2019. La quatrième version (épisodes 567 à 686) est la première où des acteurs apparaissent ensemble. Elle a été diffusée du 7 octobre 2019 au 20 mars 2020. La cinquième version (épisodes 687 à 786) est diffusée du 15 juin 2020 au 30 octobre 2020. La sixième version (épisodes 787 à 999), a été diffusé du 2 novembre 2020 au 25 août 2021, elle n'est plus une version stable, mais varie régulièrement avec l'avancée des différentes intrigues. Depuis le 26 août 2021, à l'occasion du 1 000e épisode, un nouveau générique est chanté par Vianney,.

## Accueil

### Heure de diffusion

#### En France
La série est diffusée quotidiennement du lundi au vendredi depuis le 17 juillet 2017 en France sur TF1 à 19 h 20 (du 17 juillet 2017 au 20 mars 2020) à 19 h 10 (du 15 juin 2020 au 24 juillet 2020 et du 10 août 2020 au 13 novembre 2020), à 19 h 15 (du 27 juillet 2020 au 7 août 2020 et depuis le 12 juillet 2021) puis rediffusée dans la matinée à 10 h 25, et dans la nuit. Depuis le 24 février 2019, des rediffusions sont également proposées la nuit sur TF1 Séries Films.

#### À l'étranger
En Belgique, il est diffusé depuis le 17 juillet 2017 sur La Une à 17 h 45 ainsi qu'en Suisse romande sur RTS Un à 12 h 15. Au Québec, il est diffusé du 27 août 2018 à février 2019 sur Séries+ (s'est arrêté après 190 épisodes).
En Italie, le feuilleton est diffusé quotidiennement depuis le 26 février 2018 à 18 h 35 sous le titre Tomorrow is ours: Il domani è nostro sur Fox Life.

### Audiences (série Quotidienne de TF1 + Prime)
Le record d’audience historique de la série date du 10 juin 2019, il s'établit à 4 230 000 téléspectateurs avec 18 % de part de marché. Il a été réalisé grâce au double épisode baptisé Le Piège.
Le record de part de marché du programme date du 7 août 2019, il s'établit à 23,8 %, soit 3 210 000 téléspectateurs.
Le moins bon score d’audience historique de la série date du 14 août 2017, il s'établit à 1 910 000 téléspectateurs avec 15,7 % de part de marché.
Le moins bon score en part de marché du programme date du 6 mars 2018, il s'établit à 13,5 %, soit 2 650 000 téléspectateurs.
Le record historique en PDM sur la cible des FRDA-50 (Femmes responsables des achats de moins de 50 ans) date du 12 juillet 2019, il s’établit à 31 %.

#### Audience saison 1 (2017-2018)
Le premier jour, le 17 juillet 2017, la diffusion sur TF1 a été suivie par 3 320 000 téléspectateurs, représentant 22,8 % de la part de marché.
Le record d’audience de cette saison date du 28 décembre 2017, il s'établit à 3 450 000 téléspectateurs avec 17 % de part de marché.
Le record de part de marché de cette saison date du 17 juillet 2017, il s'établit à 22,8 %, soit 3 320 000 téléspectateurs.

#### Audience saison 2 (2018-2019)
Le record d’audience de cette saison (pour un épisode en quotidienne) date du 26 novembre 2018, il s'établit à 4 060 000 téléspectateurs avec 19 % de part de marché.
Le record de part de marché de cette saison date du 10 juillet 2019, il s'établit à 22,3 %, soit 3 140 000 téléspectateurs.

#### Audience saison 3 (2019-2020)
Le record d’audience de cette saison date du 16 mars 2020, il s'établit à 4 150 000 téléspectateurs avec 16,3 % de part de marché.
Le record de part de marché de cette saison date du 7 août 2019, il s'établit à 23,8 %, soit 3 210 000 téléspectateurs.

#### Audience saison 4 (2020-2021)
Le record d’audience de cette saison date du 24 novembre 2020, il s'établit à 4 120 000 téléspectateurs avec 17,6 % de part de marché.
Le record de part de marché de cette saison date du 30 juin 2021, il s'établit à 23,2 %, soit 2 970 000 téléspectateurs.

#### Audience saison 5 (2021-2022)
Le record d’audience de cette saison date du 1er novembre 2021, il s'établit à 3 420 000 téléspectateurs avec 16,5 % de part de marché.
Le record de part de marché de cette saison date du 20 août 2021, il s'établit à 20,8 %, soit 2 890 000 téléspectateurs.

#### Audience saison 6 (2022-2023)
Le record d’audience de cette saison date du 28 février 2023, il s'établit à 3 110 000 téléspectateurs avec 16,5 % de part de marché.
Le record de part de marché de cette saison date du 13 juillet 2023, il s'établit à 20,3 %, soit 2 350 000 téléspectateurs.

### Critiques
Romain Delacroix du Figaro note qu’« en dépit de quelques invraisemblances, l’enquête un tantinet artificielle, réussit à tenir malgré tout en haleine (…) On dépasse les quelques faiblesses, dont la performance hasardeuse de Lorie Pester en fliquette, grâce à un casting de choix (Alexandre Brasseur, Patrick Rocca, Charlotte Valandrey) et le soin de la réalisation ».
Pierre Sérisier du Monde remarque que « tous les ingrédients sont là pour figurer en bonne place à 19h20 avant d’entrer dans le sanctuaire du journal de 20h. De ce point de vue, Demain nous appartient est assez irréprochable, la formule est fluide, il y a des rebondissements toutes les dix minutes, soit en milieu et en fin d’épisode, l’histoire avance vite ».
Télérama classe en revanche Demain nous appartient dans son Top 10 des mauvaises séries de 2017. Avec elle, écrit l'hebdomadaire, « TF1 a réussi à caricaturer Plus belle la vie, pourtant pas la moins caricaturale des séries », en accumulant « d’invraisemblables intrigues familiales, sentimentales et policières qui s’emmêlent dans un écheveau de conflits d’intérêt ».

### Récompenses et nominations
| Année | Récompense                               | Catégorie                              | Nomination                                       | Résultat   | Réf.   |
| ----- | ---------------------------------------- | -------------------------------------- | ------------------------------------------------ | ---------- | ------ |
| 2018  | Soap Awards France 2018                  | Meilleure soap                         | Demain nous appartient                           | Lauréat    | [ 42 ] |
| 2018  | Soap Awards France 2018                  | Meilleures actrices                    | Ingrid Chauvin                                   | Nomination | [ 42 ] |
| 2018  | Soap Awards France 2018                  | Meilleures actrices                    | Maud Baecker                                     | Nomination | [ 42 ] |
| 2018  | Soap Awards France 2018                  | Meilleurs acteurs                      | Alexandre Brasseur                               | Nomination | [ 42 ] |
| 2018  | Soap Awards France 2018                  | Meilleurs acteurs                      | Clément Rémiens                                  | Lauréat    | [ 42 ] |
| 2018  | Soap Awards France 2018                  | Meilleures nouveaux personnages        | Célia Fontaine interprétée par Anouk Villemin    | Nomination | [ 42 ] |
| 2018  | Soap Awards France 2018                  | Meilleures nouveaux personnages        | Lili Paquin interprétée par Delphine Chanéac     | Nomination | [ 42 ] |
| 2018  | Soap Awards France 2018                  | Meilleurs couples de la série          | Alex Bertrand et Chloé Delcourt                  | Nomination | [ 42 ] |
| 2018  | Soap Awards France 2018                  | Meilleurs couples de la série          | Victoire Lazzari et Bastien Laval                | Nomination | [ 42 ] |
| 2018  | Soap Awards France 2018                  | Meilleures personnages méchantes       | Angélina Brunel interprétée par Frédérique Bel   | Nomination | [ 42 ] |
| 2018  | Soap Awards France 2018                  | Meilleures personnages méchantes       | Lili Paquin interprétée par Delphine Chanéac     | Nomination | [ 42 ] |
| 2018  | Soap Awards France 2018                  | Meilleures intrigues                   | Le jeu de l'Ange                                 | Lauréat    | [ 42 ] |
| 2018  | Soap Awards France 2018                  | Meilleures intrigues                   | La disparition d'Alex                            | Nomination | [ 42 ] |
| 2018  | Soap Awards France 2018                  | Meilleures scènes                      | La mort de Lili Paquin (épisode 75)              | Nomination | [ 42 ] |
| 2018  | Soap Awards France 2018                  | Meilleures scènes                      | L'assassinat de Lyès Beddiar (épisode 1)         | Nomination | [ 42 ] |
| 2019  | Télé-Loisirs Awards 2019                 | Meilleur série/soap français(e)        | Demain nous appartient                           | Lauréat    | [ 43 ] |
| 2019  | Télé-Loisirs Awards 2019                 | Meilleur comédien de fiction française | Clément Rémiens                                  | Nomination | [ 43 ] |
| 2019  | Soap Awards France 2019                  | Meilleure série                        | Demain nous appartient                           | Lauréat    | [ 44 ] |
| 2019  | Soap Awards France 2019                  | Meilleures actrices                    | Ingrid Chauvin                                   | Lauréat    | [ 44 ] |
| 2019  | Soap Awards France 2019                  | Meilleures actrices                    | Maud Baecker                                     | Nomination | [ 44 ] |
| 2019  | Soap Awards France 2019                  | Meilleurs acteurs                      | Samy Gharbi                                      | Nomination | [ 44 ] |
| 2019  | Soap Awards France 2019                  | Meilleurs acteurs                      | Clément Rémiens                                  | Lauréat    | [ 44 ] |
| 2019  | Soap Awards France 2019                  | Meilleures nouveaux personnages        | Rose Latour interprétée par Vanessa Demouy       | Lauréat    | [ 44 ] |
| 2019  | Soap Awards France 2019                  | Meilleures nouveaux personnages        | Amanda Faro interprétée par Marion Christmann    | Nomination | [ 44 ] |
| 2019  | Soap Awards France 2019                  | Meilleurs couples de la série          | Alex Bertrand et Chloé Delcourt                  | Nomination | [ 44 ] |
| 2019  | Soap Awards France 2019                  | Meilleurs couples de la série          | Victoire Lazzari et Georges Caron                | Nomination | [ 44 ] |
| 2019  | Soap Awards France 2019                  | Meilleurs personnages méchants         | Marc Véry interprété par Guillaume Faure         | Nomination | [ 44 ] |
| 2019  | Soap Awards France 2019                  | Meilleurs personnages méchants         | Patrick Delors interprété par Gianni Giardinelli | Nomination | [ 44 ] |
| 2019  | Soap Awards France 2019                  | Meilleures intrigues                   | Le déni de grossesse de Margot                   | Nomination | [ 44 ] |
| 2019  | Soap Awards France 2019                  | Meilleures intrigues                   | La prise d'otages (prime)                        | Nomination | [ 44 ] |
| 2019  | Soap Awards France 2019                  | Meilleures scènes                      | L'accouchement de Margot (épisode 405)           | Nomination | [ 44 ] |
| 2019  | Soap Awards France 2019                  | Meilleures scènes                      | L'accident de bus (épisode 327)                  | Lauréat    | [ 44 ] |
| 2020  | Soap Awards France 2020 edition spéciale | Meilleure série                        | Demain nous appartient                           | Nomination | [ 45 ] |

## Produits dérivés

### Sorties en DVD et disque Blu-ray
Deux coffrets contenant les 72 premiers épisodes sont annoncés par le groupe TF1. Ils sont sortis le 22 novembre 2018 dans toutes les plateformes commerciales[réf. souhaitée].
| No            | Nombre d’épisodes | Sortie            |
| ------------- | ----------------- | ----------------- |
| Volume 1      | 36                | 22 novembre 2018  |
| Volume 2      | 36                | 22 novembre 2018  |
| Volume 1 et 2 | 72                | 2 octobre 2019    |
| Volume 3      | 36                | 30 septembre 2020 |
| Volume 4      | 36                | 30 septembre 2020 |

### Audiences
1. ↑  Benjamin Meffre, « Audiences access : Bon démarrage pour "Demain nous appartient" sur TF1, Nagui et le "19/20" résistent bien », sur ozap.com (consulté le 18 juillet 2017)
2. ↑  Benjamin Meffre, « Audiences access 19h : Record historique pour "DNA", "C à vous" puissant, "Quotidien" au top devant "TPMP" », ozap.com (consulté le 27 novembre 2018)
3. ↑  « Audiences access 19h : "Demain nous appartient" leader et à un niveau record devant Nagui et "Le 19/20" », sur ozap.com (consulté le 8 août 2019)
4. ↑  « Audiences access 19h : Pluies de records pour Nagui, en tête, "DNA", le "19/20", F5 et M6 », sur ozap.com (consulté le 2 novembre 2021)
5. ↑  « Audiences access 19h : "DNA" leader en recul sur TF1 devant Nagui, "Chasseurs d'appart'" en petite forme », sur ozap.com (consulté le 21 août 2021)